# Pakleni šund
Pakleni šund (eng. Pulp Fiction) američki je film Quentina Tarantina iz 1994. godine koji je napisao scenarij zajedno s Rogerom Avaryjem. Poznat je po nelinearnoj radnji, eklektičnim dijalozima te ironičnoj mješavini humora i nasilja ispunjenoj citatima odnosno parafrazama poznatih filmova i popularne kulture. Nominiran je za sedam Oscara, uključujući najbolji film; Tarantino i Avary osvojili su nagradu za najbolji originalni scenarij. Na Filmskom festivalu u Cannesu nagrađen je Zlatnom palmom. Veliki komercijalni uspjeh revitalizirao je karijeru glavnog glumca Johna Travolte, koji je bio nominiran za Oscara, kao i Samuel L. Jackson i Uma Thurman.
Naslov filma odnosi se na šund časopise i "tvrdo kuhane" kriminalističke romane iz sredine dvadesetog stoljeća, poznate po slikovitim opisima nasilja i ispraznim dijalozima. Radnja je, kao i u drugim Tarantinovim djelima, nelinearna. Kritičari su film zbog njegove samoreflektivnosti i nekonvencionalne strukture nazvali prvim primjerom postomodernog filma. Pakleni šund poslužio je kao inspiracija za mnoge kasnije filmove koji su preuzeli mnoge elemente njegova stila. Priroda njegove produkcije, marketinga i distribucije i naknadne profitabilnosti snažno su utjecali na područje nezavisne kinematografije.

## Pregled
Režiran na vrlo stiliziran način, uključujući mnoge filmske reference, Pakleni šund spaja priče o mafijašima, marginalcima, sitnim lopovima i misterioznoj aktovci u Los Angelesu. Dobar dio vremena je posvećen dijalozima i monolozima koji otkrivaju smisao za humor pojedinih likova i njihove poglede na život. Iako ga neki kritičari smatraju crnom komedijom, film je često etiketiran i kao "neo-noir". Kritičar Geoffrey O'Brien tvrdi drugo:
Stare noir strasti, melankolija i operne scene smrti su daleko od onoga što je Tarantino dočarao. Niti neo-noir niti parodija noira, Pakleni šund je više turneja kroz paklenski tematski park ukrašen kulturnim ruševinama, Buddyjem Hollyjem i Mamie Van Doren, Rogerom Cormanom i Shogun Assassin, glazbom s non-stop stanica za koje sva desetljeća od pedesetih egzistiraju istodobno.
Nicholas Christopher ga slično naziva "više gangsterskim podzemljem nego neo-noirom". Foster Hirsch navodi da ga njegov "lepršavi fantastični krajolik" karakterizira više nego ijedan žanr: Smješten "u svijet koji može postojati samo u filmovima", Pakleni šund je "sočni užitak, prekrasno pripremljena brza hrana za cineaste.
Pakleni šund strukturiran je od tri različite, ali povezane priče: mafijaški plaćeni ubojica Vincent Vega je glavni junak prve priče, boksač Butch Coolidge druge, a Vincentov kolega plaćeni ubojica, Jules Winnfield, je glavni junak treće priče. Iako se svaka od priča fokusira na drugu seriju incidenata, one su povezane te se podudaraju na različite načine. Film počinje s "Pumpkin" i "Honey Bunny" koji pljačkaju restoran, zatim se nastavlja s pričom o Vincentu, Julesu, Butchu i nekoliko važnijih likova, uključujući mafijaškog šefa Marsellusa Wallacea, njegovu suprugu, Miu i Winstona Vuka, čovjeka iz podzemlja zaduženog za rješavanje problema. Na kraju se priča vraća ondje odakle je krenula, u restoran: Vincent i Jules, koji su svratili na doručak, nađu se usred pljačke. Ukupno postoji sedam narativnih sekvenci - trima glavnim pričama prethode naslovi na crnom ekranu:
1. Prolog - Restoran (i)
2. Uvod u "Vincent Vega i žena Marsellusa Wallacea"
3. "Vincent Vega i žena Marsellusa Wallacea"
4. Uvod u "Zlatni sat" (a-flashback, b-sadašnjost)
5. "Zlatni sat"
6. "Situacija s Bonnie"
7. Epilog - Restoran (ii)

Kad bi se sedam sekvenci poredalo kronološki, išle bi ovim redoslijedom: 4a, 2, 6, 1, 7, 4b, 5. Sekvence 1 i 7 i 2 i 6 se djelomično preklapaju te su prezentirane iz različitih pogleda. Narativni redoslijed, sa svim svojim zaobilaženjima, je zapravo kružan, jer se posljednja scena preklapa s prvom. Govoreći o filmu, Tarantino kaže, "Super stvar je ta da se lomljenjem linearne strukture, kad gledam film s publikom, lomi i stanje publike. To je kao ono, 'Moram vidjeti ovo... Moram obratiti pozornost'. Gotovo možete osjetiti kako se svi pomiču u svojim sjedalima. Zapravo je zabavno gledati publiku kako na neki način lovi film."

## Radnja
"Pumpkin" (Tim Roth) i "Honey Bunny" (Ammanda Plummer) doručkuju u restoranu. Odlučuju ga opljačkati shvativši da bi mogli izvući novac ne samo iz blagajne, nego i od mušterija, kao što su to učinili tijekom njihove posljednje pljačke. Nekoliko trenutaka poslije počinju prepad, scena nestaje i počinje uvodna špica.
Dok Jules Winnfield (Samuel L. Jackson) vozi, Vincent Vega (John Travolta),  priča o svojim iskustvima u Europi, iz koje se upravo vratio - o hašiš-baru u Amsterdamu; o francuskom McDonald'su i njegovom burgeru sa sirom ("Royale sa sirom"). Dvojac odjeven u odijela je na putu da uzmu aktovku od Bretta (Frank Whaley), koji se ogriješio kod njihova šefa, gangstera Marsellusa Wallacea. Jules kaže Vincentu kako je Marsellus bacio nekoga s četvrtog kata jer je njegovoj ženi izmasirao stopala. Vincent odvraća da ga je Marsellus zamolio da prati njegovu suprugu dok je izvan grada. Nakon šaljivog, filozofskog podbadanja, vraćaju se svojim pravim ulogama i ubijaju Bretta na dramatičan način nakon što Jules izrecitira zlokobno "biblijsko" proročanstvo.

### Vincent Vega i supruga Marsellusa Wallacea
U gotovo praznom koktel-baru, vremešni boksač Butch Coolidge (Bruce Willis) prihvaća veliku sumu novca od Marsellusa (Ving Rhames), dogovorivši se da će pasti u petoj rundi sljedećeg meča. Butch i Vincent kratko se susreću dok Vincent i Jules - sada neobjašnjivo odjeveni u majice i šorceve - dolaze u Marsellusov klub kako bi dostavili aktovku. Sljedećeg dana, Vincent svraća kod Lancea (Eric Stoltz) i Jody (Rosanna Arquette) kako bi kupio malo visokokvalitetnog heroina. Nafiksavši se prije susreta s Miom Wallace (Uma Thurman), izvodi je van. Odlaze u Jack Rabbit Slim's, dopadljivi restoran tematski uređen u stilu pedesetih u kojem su službenici prerušeni u neke pop ikone tog desetljeća. Mia se prisjeća svog glumačkog iskustva u propalom televizijskom pilotu "Fox Force Five".
Nakon sudjelovanja u twist natjecanju, vraćaju se u kuću Wallaceovih s trofejem. Dok Vincent u kupaonici sam sebe uvjerava da se ne spetlja sa šefovom ženom, Mia pronalazi Vincentov heroin u džepu negova sakoa. Zamijenivši ga s kokainom, ušmrče ga i predozira se. Vincent je pronalazi i prestrašen odjuri u Lanceovu kuću po pomoć. Ubrizgavaju injekciju adrenalina u njeno srce, oživjevši je. Prije nego što se par rastaje, Mia i Vincent se dogovaraju da ne govore Marsellusu o incidentu, bojeći se onoga što bi im mogao učiniti.
Mladi Butch (Chandler Lindauer) gleda televiziju, a tada u sobu ulazi vijetnamski veteran, satnik Koons (Christopher Walken). Koons objašnjava da mu je donio zlatni sat, koji se prenosio generacijama među muškim Coolidgeima, još od Prvog svjetskog rata. Butchev otac umro je u logoru za ratne zarobljenike, a na njegovu posljednju želju Koons je sakrio sat u svoj rektum i čuvao ga dvije godine kako bi ga donio Butchu. Zazvoni zvono, preplašivši odraslog Butcha iz njegova sanjarenja. On je u boksačkim bojama i vrijeme je za borbu za koju je plaćen da padne.

### Zlatni sat
Butch bježi iz arene nakon pobjede u borbi. Pobjegavši taksijem, od svoje vozačice opsjednute smrću, Esmeralde VillaLobos (Angela Jones) saznaje da je ubio svog protivnika. Butch je prevario Marsellusa, okladivši se svojom plaćom na sebe na vrlo povoljan koeficijent. Sljedećeg jutra u motelu, gdje leže, Butch otkriva je njegova djevojka, Fabienne (Maria de Medeiros), zaboravila spakirati nezamjenjivi sat. Vraća se u svoj stan kako bi ga pokupio, iako ga gotovo sigurno traže Marsellusovi ljudi. Butch brzo pronalazi sat, ali misleći da je sam, zastaje kako bi ispekao tost. Tada na kuhinjskom stolu opaža automatski pištolj. Začuvši puštanje vode u zahodu, Butch uzima pištolj i ubija Vincenta Vegu koji izlazi iz kupaonice.
Vozeći se iz stana, Butch slučajno nalijeće na Marsellusa. Udara ga autom, ali sudara se s drugim autom. Počinje potjera pješice, a dvojica muškaraca završavaju u zalagaonici. Butch podiže pištolj kako bi ubio Marsellusa, ali tada ih vlasnik zalagaonice, Maynard (Duane Whitaker), zarobljava puškom. Maynard i njegov ortak, Zed (Peter Green), odvode Marsellusa u stražnju sobu i siluju ga, ostavljajući zamaskiranog čovjeka da nadgleda Butcha. Butch se oslobađa i nokautira ovoga. Namjerava pobjeći, ali ipak odlučuje spasiti Marsellusa. Dok Zed siluje Marsellusa, Butch mačem ubija Maynarda. Marsellus uzima Maynardovu sačmaricu i pogađa Zeda u prepone. Kaže Butchu da su kvit ako ne spominje silovanje i napusti zauvijek Los Angeles. Butch pristaje, odlazeći iz grada na Zedovu chopperu s Fabienne.

### Situacija s Bonnie
Priča se vraća na Vincenta i Julesa u Brettovu stanu. Nakon što su ga ubili, drugi muškarac (Alexis Arquette, brat Rosanne Arquette) izlazi iz kupaonice i počne divljački pucati na njih, promašivši svaki put zaprepaštene Julesa i Vincenta koji ne uspijevaju ni uzvratiti vatru. Jules ustvrdi da je to čudo i Božji signal njemu da se umirovi kao plaćeni ubojica, iako se Vincent ne slaže. Odlaze s jednim od Brettovih suradnika, Marvinom (Phil LaMarr), njihovim doušnikom. Vincent upita Marvina za mišljenje o "čudu" i slučajno ga ustrijeli u glavu dok je neoprezno mahao pištoljem.
Prisiljen skloniti svoj krvavi automobil s ceste, Jules nazove svog prijatelja Jimmyja (Quentin Tarantino). Jimmyjeva žena, Bonnie, ubrzo dolazi s posla, a on je zabrinut da ih ne sretne. Na Julesov zahtjev, Marsellus zatraži pomoć od Winstona Vuka (Harvey Keitel). Vuk uzima stvari u svoje ruke, naređujući Julesu i Vincentu da očiste auto, sakriju tijelo u prtljažnik, riješe se svoje krvave odjeće i presvuku se u majice i šorceve koje im daje Jimmy. Osim toga, plaća Jimmyju za njegove plahte koje će poslužiti da se sakriju krvava sjedala dok se voze na odlagalište otpada gdje radi Vukova djevojka, Raquel (Julia Sweeney). Vuk i Raquel odlaze na doručak, a Jules i Vincent odlučuju učiniti isto.
Jules i Vincent jedu, a razgovor se vraća na Julesovu odluku da se umirovi. U kratkom presjeku, vidimo "Pumpkina" i "Honey Bunny" malo prije nego što odlučuju opljačkati restoran iz prve scene filma. Dok je Vincent u zahodu, počinje prepad. "Pumpkin" zahtijeva sve dragocjenosti, uključujući Julesovu misterioznu aktovku. Jules iznenađuje "Pumpkina", držeći ga na nišanu. "Honey Bunny", histerična, poteže pištolj na Julesa. Vincent izlazi iz zahoda s pištoljem uperenim u nju. Nastaje Meksički obračun. Jules objašnjava svoju ambivalentnost prema svom kriminalnom životu, a kao svoj prvi čin iskupljenja nagovara dvoje pljačkaša da odnesu novac koji su pokupili i odu, zaključivši mudro kako su pošteđeni, ostavivši aktovku koja će biti vraćena svom vlasniku.

## Uloge
- John Travolta kao Vincent Vega: Tarantino je angažirao Travoltu za Pakleni šund samo zato što je Michael Madsen, koji je imao veću ulogu u Reservoir Dogs, odlučio nastupiti u Wyattu Earpu Kevina Costnera. Madsen je više od deset godina žalio zbog te odluke.[11] Harvey Weinstein je u toj ulozi htio vidjeti Daniela Day-Lewisa.[12] Travolta se nagodio za honorar - izvori tvrde ili 100 ili 140 tisuća dolara - ali uspjeh filma i njegova nominacija za Oscara su mu revitalizirali karijeru.[13] Travolta je kasnije nastupio u nekoliko velikih hitova kao što je Uhvatite maloga, u kojem je igrao sličnog lika, i Čovjeku bez lica Johna Wooa.
- Samuel L. Jackson kao Jules Winnfield: Tarantino je napisao ulogu Julesa imajući Jacksona u vidu, ali ju je glumac umalo izgubio nakon prve audicije - Jackson ju je shvatio kao puko čitanje, pa ga je zasjenio Paul Calderon. Harvey Weinstein je nagovorio Jacksona da ode na audiciju drugi put, a njegova izvedba posljednje scene u restoranu je osvojila Tarantina.[14] Lik Julesa je u originalnom scenariju opisan s ogromnom afro frizurom, ali Tarantino i Jackson su se dogovorili oko židovsko-kovrčave vlasulje koja se može vidjeti u filmu.[15] (Jedan kritičar je to shvatio kao "prešutnu komičnu izjavu o getoizaciji crnaca u filmovima".[16]) Jackson je zaradio nominaciju za Oscara za najboljeg sporednog glumca. Calderon se u filmu pojavljuje kao Paul, Marsellusova desna ruka.
- Uma Thurman kao Mia Wallace: Miramax je za ulogu Mie htio Holly Hunter ili Meg Ryan. U izboru su se našle i Alfre Woodard i Meg Tilly, ali Tarantino je htio Thurmanovu nakon njihova prvog sastanka.[17][18] Ona je dominirala na većini promotivnih materijala, pojavivši se na krevetu s cigaretom u ruci. Nominirana je za Oscara za najbolju sporednu glumicu, a uloga joj je donijela transfer na A-listu holivudskih glumica. Iskoristila je novostečenu slavu, izabravši ne snimiti nijedan visokobudžetni film sljedeće tri godine.[19] Thurman će se kasnije pojaviti u glavnoj ulozi u Tarantinovim filmovima Kill Bill.

- Bruce Willis kao Butch Coolidge: Willis je bio velika zvijezda, ali većina njegovih nedavnih filmova su bili promašaji. Kao što je to opisao Peter Bart, uzeti ulogu u filmu sa skromnim budžetom "značilo je smanjiti svoj honorar i riskirati zvjezdani status, ali strategija... se isplatila kraljevski: Pakleni šund ne samo da je donio Willisu novo poštovanje kao glumcu, nego mu je donijelo i nekoliko milijuna zarade kao rezultat sudjelovanja u isplati profita."[21] Tarantino je o njegovu liku rekao: "Htio sam da bude kao Ralph Meeker kao Mike Hammer u filmu Kiss Me Deadly (1955.). Htio sam da bude siledžija i nagao..."[22]
- Harvey Keitel kao Winston Vuk ili jednostavno Vuk: Uloga je napisana posebno za Keitela, koji je nastupio u Tarantinovu filmu Reservoir Dogs, a htio je posredovati i u produkciji. Po redateljevim riječima, "Harvey je bio moj omiljeni glumac od šesnaeste godine."[23]
- Tim Roth kao "Pumpkin" ili "Ringo": Roth je uz Keitela nastupio u Reservoir Dogs. Koristio je američki naglasak u ranijim filmovima, ali u Paklenom šundu je koristio svoj prirodni, onaj londonski. Iako je Tarantino ulogu napisao posebno za Rotha, šef TriStara Mike Medawoy je preferirao Johnnyja Deppa ili Christiana Slatera.[24]
- Amanda Plummer kao Yolanda ili "Honey Bunny": Plummer je privukla mnogo pozornosti iako se na ekranu pojavljuje jako kratko. Tarantino je ulogu napisao za Plummer i imao u vidu da se na filmu pojavi s Rothom. Roth je upoznao glumicu i redatelja, rekavši Tarantinu, "Želim raditi s Amandom u jednom od tvojih filmova, ali mora imati stvarno velik pištolj".[25]
- Maria de Medeiros kao Fabienne: Butchova djevojka. Tarantino je upoznao portugalsku glumicu dok je putovao s Reservoir Dogs po europskim filmskim festivalima.[26] Prije toga je nastupila s Thurmanovom u filmu Henry i June (1990.), glumeći Anaïs Nin.
- Ving Rhames kao Marsellus Wallace: Prema Benderu, Rhames je odigrao "jednu od najboljih audicija koje sam ikad vidio."[18] Njegova hvaljena izvedba donijela mu je angažmane u visokobudžetnim filmovima kao što su Nemoguća misija i Con Air.[27]
- Eric Stoltz kao Lance: Vincentov diler. Courtney Love je kasnije izjavila da je Kurtu Cobainu originalno ponuđena uloga Lancea; da ju je prihvatio, Love bi glumila njegovu ženu.[28]
- Rosanna Arquette kao Jody: Lanceova žena. Pam Grier se prijavila za ulogu, ali Tarantino je mislio kako ne bi bilo vjerodostojno da Lance viče na nju.[29] Grier je kasnije dobila ulogu u Tarantinovu filmu Jackie Brown.
- Christopher Walken kao Satnik Koons: Veteran Vijetnamskog rata. Walken je u maloj ulozi pružio nezaboravnu izvedbu. Pojavio se u još jednoj maloj, ali pamtljivoj ulozi u "sicilijanskoj sceni" u filmu Prava romansa, godinu prije, za koji je scenarij također napisao Tarantino.

## Razvoj i produkcija
Prvi element onoga što će postati scenarij Paklenog šunda napisao je Roger Avary u jesen 1990.:
Tarantino i Avary odlučili su napisati kratki film povodeći se za teorijom kako će ga biti lakše snimiti od dugometražnog. Ali ubrzo su shvatili da nitko ne producira kratke filmove, pa je film postao trilogija, od čega je jedan dio napisao Tarantino, jedan Avary, a jedan treći redatelj koji ga nikad nije materijalizirao. Svaki je na kraju proširio svoj dio u dugometražni scenarij...
Prvotna inspiracija bio je trodijelni horor, antologijski film Black Sabbath (1963.) talijanskog redatelja Marija Bava. Tarantinov i Avaryjev projekt privremeno je nazvan "Crna maska", po kriminalističkom šund časopisu. Tarantinov scenarij produciran je kao Reservoir Dogs, njegov redateljski debi; Avaryjev, nazvan "Pandemonium Reigns", stvorit će temelje za dio filma nazvan "Zlatni sat".
Nakon što je završio rad na Reservoir Dogs, Tarantino se vratio ideji filma trilogije: "Imam zamisao o onome što rade romanopisci, ali ne i filmaši: ispričati tri odvojene priče, u kojima likovi ulaze i izlaze iz jedne u drugu." Tarantino objašnjava da je ideja "bila predstaviti najotrcanije priče koje ste ikad vidjeli kao kriminalističke... Znate, 'Vincent Vega i žena Marsellusa Wallacea' - najotrcanija priča... frajer mora izaći sa šefovom ženom i ne pipnuti je. Znate, vidjeli ste priču zilijun puta." "Koristim stare oblike pripovjedanja i onda ih namjerno iskrivim", kaže. "Dio trika je uzeti ove filmske likove, ove žanrovske likove i ove žanrovske situacije i prilagoditi ih nekim pravilima stvarnog života i vidjeti kako se raspliću."
Tarantino je na scenariju Paklenog šunda počeo raditi u Amsterdamu u ožujku 1992. Tamo mu se pridružio Avary, koji je projektu pridonio s pričom "Pandemonium Reigns" i sudjelovao u njezinom prepravljanju kao i u razvoju novih priča koje će se spojiti s njom. Dvije scene koje je originalno napisao Avary za scenarij Prave romanse, eksluzivno pripisan Tarantinu, su ubačene u uvod "Situacije s Bonnie". Ideja o kriminalnom "čistaču" koji će postati središnji dio epizode inspirirana je kratkim filmom, Curdled, koji je Tarantino vidio na filmskom festivalu. Angažirao je glavnu glumicu, Angelu Jones, za Pakleni šund i kasnije podupro dugometražnu verziju Curdled. Scenarij je uključivao dva komercijalna branda koji će se kasnije često pojavljivati u Tarantinovim filmovima: Big Kahuna hamburgeri i cigarete Red Apple. Dok je radio na scenariju, Tarantino je pratio Reservoir Dogs po raznim europskim filmskim festivalima. Objavljen u SAD-u u listopadu 1992., film je bio kritički i komercijalni uspjeh. U siječnju 1993. bio je dovršen Pakleni šund.
Tarantino i njegov producent, Lawrence Bender, odnijeli su scenarij u Jersey Films, produkcijsku kuću koju vode Danny DeVito, Michael Shamberg i Stacey Sher. Prije nego što su i pogledali Reservoir Dogs, Jersey je pokušao potpisati Tarantina za njegov sljedeći projekt. Na kraju je potpisan ugovor vrijedan oko milijun dolara; Jersey je dobio udio u projektu i pravo da proda scenarij studiju. Scenarij je prodan studiju Columbia TriStar, koji je platio Tarantinu za pravo da uzme u obzir njihovu ponudu. U veljači, Pakleni šund se pojavio u časopisu Variety na popisu filmova u pretprodukciji u TriStaru. U lipnju je, međutim, studio odbio projekt. Prema direktoru studija, šefu TriStara, Mikeu Medavoyu, se učinio "preblesav". Bilo je glasina da studio ne želi poduprijeti film koji uključuje ovisnika o heroinu; bilo je i indikacija da je studio jednostavno vidio projekt kao previše niskobudžetan za njhov zvjezdani imidž. Bender je scenarij odnio u Miramax, bivši neovisni studio kojeg je nedavno preuzeo Disney. Harvey Weinstein, supredsjedatelj Miramaxa, zajedno sa svojim bratom Bobom - je odmah ostao očaran scenarijem i studio ga je preuzeo. Pakleni šund, prvi Miramaxov projekt koji je dobio zeleno svjetlo nakon Disneyjeva preuzimanja, dobio je budžet od 8,5 milijuna dolara. Postao je prvi film koji je Miramax u potpunosti financirao. Benderov plan je bio smanjiti troškove kako bi mogao platiti svim glavnim glumcima isti iznos tjedno, bez obzira na njihov status u industriji. Najveća zvijezda koja je angažirana bio je Bruce Willis. Iako se prije toga pojavio u nekoliko visokobudžetnih promašaja, ipak je privlačio veliku pažnju. Na snagu njegova imena, Miramax je prikupio 11 milijuna dolara za filmska prava u ostatku svijeta, osiguravši na taj način profitabilnost filma.
Snimanje Paklenog šunda počelo je 20. rujna 1993. godine. Glavni igrači iza kamere prethodno su radili s Tarantinom na Reservoir Dogs - snimatelj Andrzej Sekula, montažerka Sally Menke i scenograf David Wasco. Prema Tarantinu, "Imali smo 8 milijuna dolara [sic]. Htio sam da to bude film od 20-25 milijuna. Htio sam da izgleda kao spektakl. To je spektakl u svakom pogledu - u inventivnosti, u ambiciji, u dužini, u dosegu, u svemu osim cijeni." Film je, kaže, sniman na "najnižoj filmskoj brzini (50 ASA). Razlog što smo koristili tu vrpcu je taj što ne stvara gotovo nimalo zrnaca, slika je blistava. To je najbliža stvar koju smo imali Tehnicoloru pedesetih." Najveći dio budžeta - 150 tisuća dolara - otišao je na stvaranje seta Jack Rabbit Slim's. Sagrađen je u skladištu u Culver Cityju, gdje mu je pridruženo još nekoliko setova, kao i nekoliko produkcijskih ureda. Tarantino se za kostime poslužio svojom inspiracijom od francuskog redatelja Jean-Pierrea Melvillea, koji je vjerovao da je odjeća koju nose njegovi likovi njihov simbolični oklop. Tarantino je sebi dao skromnu ulogu kakvu je imao i u Reservoir Dogs. Jedan od njegovih pop totema, pahuljice Fruit Brute, također se vratio iz prethodnog filma. Snimanje je završeno 30. studenoga. Prije premijere Paklenog šunda, Tarantino je nagovorio Avaryja da prepusti svoj kredit za scenarij i uzme onaj za priču ("story by"), pa se rečenica "Written and Directed by Quentin Tarantino" mogla koristiti u marketingu i na ekranu.

### Soundtrack
Za Pakleni šund nije skladan poseban soundtrack nego je Tarantino umjesto toga iskoristio eklektični asortiman surf glazbe, rock and roll-a, soula i pop pjesama. Obrada "Misirloua" Dicka Dalea otvara film. Tarantino je odabrao surf glazbu kao temeljni glazbeni stil za film ali ne zbog povezanosti sa surferskom kulturom, nego inzistira: "Za mene to zvuči kao rock and roll, čak i Morriconeova glazba. Zvuči kao rock and roll špageti western glazba." Neke od pjesama su Tarantinu predložili Chuck Kelley i Laura Lovelace, koji su potpisani kao glazbeni konzultanti. Lovelace se u filmu pojavljuje kao Laura, konobarica; reprizirala je ulogu u Jackie Brownu. Sountrack album, Music from the Motion Picture Pulp Fiction, objavljen je zajedno s filmom 1994. Popeo se na 21. mjesto Billboardove top 200 ljestvice. Singl, obrada pjesme Neila Diamonda u izvedbi Urgea Overkilla, "Girl, You'll Be a Woman Soon" popeo se na 59. mjesto.
Estella Tincknell usporedila je soundtrack s onim iz Forresta Gumpa, najuspješnijeg filma 1994. godine, koji se također oslanja na period pop glazbe: "Verzija 'šezdesetih' koju je ponudio Pakleni šund... sigurno nije široko prepoznata kao kontrakultura iz Forresta Gumpa, ali je originalnija forma supkulture temeljene oko životnog stila - surfanja, druženja - koji je rezolutno apolitičan." Soundtrack je ključan, kaže, za uspjeh filma kod "mlađih, filmski obrazovanijih gledatelja".

## Premijera i reakcije
Pakleni šund premijerno je prikazan u svibnju 1994. na Filmskom festivalu u Cannesu. Weinsteini su "osvojili plažu kao komandosi", dovevši cijelu filmsku postavu. Film je prikazan u ponoć te je izazvao senzaciju. Osvojio je Zlatnu palmu, festivalsku glavnu nagradu, proširivši tako zanimanje za film. Prva američka recenzija filma objavljena je 23. svibnja u filmskom časopisu Variety. Todd McCarthy nazvao je Pakleni šund "spektakularnim zabavnim djelom popularne kulture... zapanjujući, ogromni uspjeh." Od Cannesa nadalje, Tarantino je stalno bio na putu, promovirajući film. U sljedećih nekoliko mjeseci film je prikazivan po manjim europskim festivalima: u Nottinghamu, Münchenu, Taorminu, Locarnu, Norveškoj i San Sebastianu. Krajem rujna je prikazan na Njujorškom filmskom festivalu. Kad se ogromna igla zabila u srce lika Ume Thurman, jedan član publike se onesvijestio. The New York Times objavio je svoju recenziju na sam dan premijere. Janet Maslin nazvala je film "trijumfalnim, pametno dizorijentiranim putovanjem kroz polusvijet koji izvire u potpunosti iz zrele imaginacije g. Tarantina, pejzaž opasnosti, šoka, smijeha i rezonantne boje.... Stvorio je djelo koje je tako duboko, pametno i originalno da ga stavlja u red najboljih američkih redatelja."
14. listopada 1994. Pakleni šund se počeo prikazivati u Americi. Kao što je opisao Peter Biskind, "Nije se počeo prikazivati u šačici kina kao što se to obično radi kod indie filmova; odmah se počeo prikazivati u 1 100 kina." U očima nekih kulturnih kritičara, Reservoir Dogs je Tarantinu stvorio reputaciju slavljenja nasilja. Miramax se poigrao naslovom filma u svojoj marketinškoj kampanji: "Nećete znati činjenice dok ne vidite fikciju", išao je jedan slogan. Pakleni šund bio je najuspješniji film prvog vikenda prikazivanja, izguravši Specijalista sa Sylvesterom Stalloneom na drugo mjesto. Taj film je već bio u drugom tjednu prikazivanja te je igrao u duplo više kina. S budžetom od 8,5 milijuna dolara i s oko 10 milijuna od troškova marketinga, Pakleni šund je u američkim kinima zaradio 107, 93 milijuna dolara, postavši tako prvi nezavisni film sa zaradom od preko 100 milijuna dolara. U ostatku svijeta je zaradio oko 213 milijuna. Po zaradi u Americi, bio je deseti najveći hit 1994., iako se prikazivao znatno manje od ostalih u top 20. Film je odmah stekao kultni status, posebno zbog brojnih špekulacija o sadržaju dragocjene aktovke. Kao što je to napisao MovieMaker, "Film je bio ništa manje do nacionalni kulturni fenomen." Ista stvar se dogodila i u inozemstvu: U Britaniji, gdje je premijerno prikazan tjedan poslije američke premijere, film ne samo da je bio veliki uspjeh, nego je u obliku knjige scenarij postao najuspješniji proizvod u povijesti britanskog izdavaštva, top 10 bestseler.
Reakcije glavnih američkih filmskih kritičara bile su povoljne. Roger Ebert iz Chicago Sun-Timesa ga opisuje kao "tako dobro napisan na naboran, fanzin način da želite trljati noseve od njega - noseve onih zombi scenarista koji idu na satove 'pisanja scenarija' gdje ih uče formulama za 'hit film'." Richard Corliss iz Timea je napisao, "Toliko nadvisuje ostale filmove iz ove godine kao glavni gangster u predškolskom razredu. Izaziva holivudske filmove da budu toliko pametni ako žele postići tu razinu. Ako dobri redatelji prihvate Tarantinov indirektni izazov, kino bi opet moglo postati lijepo mjesto za živjeti." David Ansen napisao je za Newsweek, "Čudo Paklenog šunda Quentina Tarantina je to kako, iako komponiran od rabljenih, pokvarenih dijelova, uspijeva zablistati kao nešto novo." "Postanete opijeni njime", napisao je Owen Gleiberman iz Entertainment Weeklyja, "lijepo je ponovno otkriti kako film može biti ugodan. Nisam siguran da sam ikad sreo redatelja koji je kombinirao disciplinu i kontrolu s neobuzdanom zabavom na način na koji to radi Tarantino." "Imate poseban osjećaj kad gledate nešto tako senzacionalno živo", napisao je Peter Travers iz Rolling Stonea. "Pakleni šund je nedvojbeno sjajan." Na Rotten Tomatoesu, film ima ukupno 96 posto pozitivnih recenzija, a na Metacriticu 94.
The Los Angeles Times je bio jedan od nekoliko većih listova koji su objavili negativnu recenziju o filmu nakon prvog vikenda prikazivanja. Kenneth Turan je napisao, "Čini se da je scenarist-redatelj lud za svojim efektima. Neki prizori, posebno onaj sa zarobljavanjem i homoseksualnim silovanjem, imaju neugodan osjećaj kreativnog očajništva nekog tko se boji gubitka svoje reputacije i otima se da bi povrijedio senzibilitete." Neki koji su pisali kritike sljedećih nekoliko tjedana pridali su više pažnje oduševljenju kritike Paklenim šundom, nego filmu samom. Iako nije hvalio film, Stanley Kauffman iz The New Republic je mislio da je "odvratan način na koji su kritičari trabunjali o filmu preko svih granica. Pakleni šund hrani, podupire kulturnu prljavštinu." Odgovarajući na usporedbu između Tarantinova filma i rada Jean-Luc Godarda, posebno njegova prvog, najslavnijeg filma, Jonathan Rosenbaum iz Chicago Readera je napisao, "Činjenica da Pakleni šund dobiva izaziva ekstravagantnije rekacije nego što je to Breathless ikad učinio govori vam dosta koji su kulturni obrasci plodniji - posebno oni koje već imamo i ne želimo proširivati." Primijetivši da "nijedan film ne stiže s toliko klike", John Simon u National Reviewu je bio nedvosmislen: "golicanje ne liječi ni šupljinu ni površnost."
Debata o filmu proširila se i van kritičarskih stranica. Česta tema bilo je nasilje. U Washington Postu, Donna Britt je opisala kako je bila sretna što nije vidjela Pakleni šund prošlog vikenda i tako izbjegla "rasprave o sceni u kojoj pištolj rasprskava nečiji mozak u autu". Neki su komentatori prigovarali zbog česte upotrebe riječi "crnjo". U Chicago Tribuneu, Todd Boyd je ustvrdio da često javljanje te riječi "ima sposobnost da naznači veliku razinu utučenosti bijelih muškaraca koji su kroz povijest koristili svoju percepciju crnačke muževnosti kao utjelovljenje coola." U Britaniji, James Wood je, pišući za Guardian, započeo temu koja će se sve češće pojavljivati u kasnijim kritikama: "Tarantino predstavlja krajnji trijumf postmodernizma, što je isprazniti umjetnički rad od bilo kakvog sadržaja, tako izbjegavajući da učini bilo što osim da bespomoćno predstavlja naše agonije.... Jedino sada scenarist talentiran kao Tarantino može stvoriti umjetnička djela tako prazna, potpuno pošteđena politike, metafizike ili interesa za moral."
Krajem godine, Pakleni šund je proglašen filmom godine u izborima Nacionalnog društva kritičara, Nacionalnog udruženja kritičara, Kruga kritičara Los Angeles, Bostonskog društva kritičara, Jugoistočne organizacije filmskih kritičara i Kruga filmskih kritičara Kansas Cityja. Tarantino je proglašen redateljem godine u izboru svih organizacija, kao i u onima Njujorškog kruga filmskih kritičara i Organizacije filmskih kritičara Chicaga. Scenarij je osvojio više nagrada. Na dodjeli Zlatnih globusa, Tarantino proglašen jedinim dobitnikom priznanja za najboljeg scenarista, a nije spomenuo Avaryja u svom govoru zahvale. U veljači 1995., film je zaradio sedam nominacija za Oscara - najbolji film, redatelj, glumac (Travolta), sporedni glumac (Jackson), sporedna glumica (Thurman), originalni scenarij i montaža. Na svečanosti mjesec dana poslije, Tarantino i Avary su proglašeni zajedničkim dobitnicima Oscara za najbolji originalni scenarij. Buka oko filma i dalje je bila snažna: dobar dio ožujskog izdanja časopisa Artforum je bio posvećen kritičkoj sekciji. Na dodjeli nagrada BAFTA, Tarantino i Avary su podijelili BAFTA nagradu za najbolji originalni scenarij, dok je Jackson dobio nagradu za najboljeg sporednog glumca.

## Utjecaj i reputacija
Pakleni šund brzo je postao jedan od najvažnijih filmova svoje ere. U posebnom izdanju Siskel & Ebert iz 1995., posvećen Tarantinu, Gene Siskel je ustvrdio kako je Pakleni šund veliki izazov "okoštavanju američkih filmova s njihovim brutalnim formulama". Siskel kaže,
nasilna intenzivnost Paklenog šunda doziva u sjećanje druge filmove koji su smatrani klasicima u svoje vrijeme i još jesu. Hitchcockov Psiho (1960.), Bonnie i Clyde (1967.) Arthura Penna i Paklena naranča (1971.) Stanleyja Kubricka. Svaki od ovih filmova je uzdrmao umornu, naduvenu filmsku industriju i iskoristio svijet upadljivih marginalaca kako bi reflektirao kako su zatupljeni postali drugi filmovi. I to će, predviđam, biti glavno priznanje Paklenom šundu. Kao i svi veliki filmovi, kritizira druge filmove.
Ken Dancyger piše da njegov "imitativni i inovativni" stil - kao i njegov prethodnik, Reservoir Dogs - predstavlja
novi fenomen, film čiji je stil stvoren iz konteksta filmskog, a ne stvarnog svijeta. Posljedice su dvojake - pretpostavka o velikom znanju na strani publike o formama kao što su gangsterski filmovi ili vesterni, horor filmovi ili pustolovni filmovi. I da parodija ili mijenjanje tog filma stvara novi oblik, različito iskustvo za publiku.
U poznatom govoru od 31. svibnja 1995., republikanski predsjednički kandidat Bob Dole napao je američku zabavnu industriju za širenje "izopačenosti". Pakleni šund je ubrzo povezan s ovim optužbama zbog bezrazložnog nasilja. Dole zapravo nije spomenuo film; naveo je dva manje poznata filma temeljena na Tarantinovim scenarijima, Rođeni ubojice i Prava romansa. U rujnu 1996., Dole je optužio Pakleni šund - koji nije gledao - zbog promocije "romantičnosti heroina".
Paula Rabinowitz je izrazila opći stav filmske industrije da je Pakleni šund "istodobno uskrsnuo Johna Travoltu i film noir". Prema Peteru Biskindu, stvorio je "lude frajere s pištoljima". Stilistički utjecaj filma ubrzo je postao očit. Manje od godinu dana nakon premijere filma, britanski kritičar Jon Ronson prisustvovao je prikazivanjima filmova na kraju semestra u Nacionalnoj školi filma i ustanovio odjek: "Od pet studentskih filmova koje sam pogledao, četiri su uključivala nasilne obračune vatrenim oružjem sa soundtrackom ikonoklastičnih pop hitova sedamdesetih, dva su završila s kolektivnim ubojstvom glavnih likova, a jedan je imao dvojicu plaćenih ubojica koji razgovaraju o The Brady Bunch prije nego što će ubiti žrtvu. Od Građanina Kanea nije se pojavio nijedan čovjek iz relativne anonimnosti koji je redefinirao filmsku umjetnost." Među prvim holivudskim filmovima koji su navođeni kao imitatori bili su Destiny Turns on the Radio (1995.), u kojem je Tarantino glumio, Things To Do in Denver When You're Dead (1995.) i 2 Days in the Valley (1996.). "Potaknuo je je bezbroj klonova", piše Fiona Villella. Utjecaj Paklenog šunda na filmsku umjetnost odražava se i 2007., a David Denby iz The New Yorkera je napisao kako je film inicirao neprestani ciklus nepovezanog filmskog pripovijedanja.
Utjecaj na Hollywood je bio još dublji. Prema Varietyju, putanja Paklenog šunda iz Cannesa do komercijalnog trijumfa "zauvijek je promijenila igru" tzv. nezavisnog filma. "Zacementirao je Miramaxov položaj vladara nezavisnog filma", piše Biskind. "Šund je postao Ratovi zvijezda nezavisnog filma, odbacujući očekivanja o tome što bi nezavisni film mogao postići na box-officeu." Financijska isplativost filma s tako malim budžetom
transformirala je stav industrije prema niskobudžetnim nezavisnim filmovima. Kad su studiji shvatili da bi mogli postići velike poduhvate uz malo novca, više-manje su odustali od kupovanja ili prerađivanja filmova nego su počeli kupovati distributere, kao što je Disney imao Miramax, ili pokrenuli vlastiti... kopirajući Miramaxovu marketinšku i distribucijsku strategiju.
2001., Variety je, naglašavajući povećanje broja glumaca koji su se predomišljali između skupih studijskih filmova i niskobudžetnih nezavisnih projekata, sugerirao da je "prekretnica za filmske zvijezde" bila odluka Brucea Willisa - jednog od najplaćenijih holivudskih glumaca - da se pojavi u Paklenom šundu.
A utjecaj samog filma bio je daleko širi. Opisan je kao "veliki kulturni događaj", "međunarodni fenomen" koji je utjecao na televiziju, glazbu, književnost i oglašavanje. Nedugo nakon objavljivanja, označen je kao značajan fokus unutar rastuće zajednice internet korisnika. Stavivši Pakleni šund na svoj popis "Velikih filmova" 2001., Roger Ebert ga je nazvao "najutjecajnijim filmom desetljeća". Četiri godine poslije, Corliss iz Timea je napisao nešto slično: "(neupitno) najutjecajniji američki film devedesetih".
Nekoliko scena i slika iz filma je steklo kultni status. Postao je slavan Julesov i Vincentov "Royale sa sirom" dijalog. Scena u kojoj Travolta i Thurman plešu bila je često predmet referenci, a najjasnije se to vidi u filmu iz 2005., Sve je cool, u kojem su nastupili isti glumci. Slika Travoltina i Jacksonova lika kako stoje jedan do drugog u odijelu i kravati, uperenih pištolja, također je postala naširoko poznata. BBC je 2007. javio kako su "londonski prijevoznici prebojali ikonski mural 'gerilskog umjetnika' Banksyja... Slika je prikazivala scenu iz Paklenog šunda, sa Samuelom L. Jacksonom i Johnom Travoltom kako drže banane umjesto pištolja." Neke rečenice ušle su u svakodnevni govor kao popularne fraze, posebno Marsellusova prijetnja, "Slijedi ti inkvizicija!." Julesov "Ezekielski" citat izabran je kao četvrti najbolji filmski govor svih vremena u izboru iz 2004.
Pakleni šund sada se pojavljuje i na kritičkim izborima najboljih filmova svih vremena. 2007. je izabran kao 94. od 100 najboljih u izboru Američkog filmskog instituta. 2005. se našao u Timeovu top 100 filmova. Od rujna 2007. se nalazi na 8. mjestu Metacriticova popisa najboljih filmova svih vremena. Film ostvaruje dobre plasmane i u javnim anketama. U anketi među online zajednicom iz 2007. našao se na 11. mjestu. Čitatelji britanskog časopisa Total Film proglasili su ga 3. najboljim u povijesti. U nacionalnoj anketi na britanskom Channel 4 2001. završio je na četvrtom mjestu. Od listopada 2007., nalazi se na petom mjestu IMDb-ova izbora najboljih filmova svih vremena.

## Kritička analiza
Tarantino je izjavio da je originalno planirao "snimiti Crnu masku", referirajući se na časopis odgovoran za popularizaciju "tvrdo kuhane" detektivske fikcije. "Jednostavno sam promijenio planove." Geoffrey O'Brien rezultat vidi kao povezan s "tradicionalnim šundom: priče o nasilju i opasnostima kakve su prakticirali pisci kao što su Cornell Woolrich i Fredric Brown... Obojica su djelovala na području nevjerojatnih slučajnosti i okrutnih kozmičkih šala, što je razradio Pakleni šund." O'Brien posebno naglašava srodnost između zamršene radnje Brownovih romana i isprepletene strukture Paklenog šunda. Robert Kolker vidi "kićene, naizgled banalne dijaloge kao patinu presvučenu preko imitacije. Imitacija... dolazi iz dva filma za koja se čini da ih Tarantino ne može izbaciti iz glave: Ulice zla (1973.) Martina Scorsesea i Pljačka (1956.) Stanleyja Kubricka." Kontrastira Pakleni šund s prethodnim predstavnicima postmodernog Hollywooda, Hudson Hawkom (1991.; s Bruceom Willisom) i Posljednjim akcijskim junakom (1993.; s Arnoldom Schwarzeneggerom) koji su "pretjerali sa šalom... jednostavno se ismijali ili sugerirali da su pametniji od publike" i propali. Todd McCarthy piše da "zapanjujuće kompozicije filma često sadrže objekte u krupnom planu kao i živahne kontraste, ponekad podsjećajući na vizualne strategije Sergia Leonea", Tarantinova poznatog heroja. Martinu Rubinu, "opsežni, svijetlo obojeni vizualni elementi" podsjećaju na komedije redatelja kao što su Frank Tashlin i Blake Edwards.
Aluzije na popularnu kulturu u filmu, od poznatog lika Marilyn Monroe s haljinom koja se diže iznad podzemne željeznice do Julesova obraćanja "Pumpkinu" kao "Ringo" zbog engleskog naglaska, potakle su mnoge kritičare da raspravljaju o tome u okviru postmodernizma. Opisujući film 2005. kao Tarantinovo "postmoderno remek-djelo... do danas", David Walker piše da je to "označeno šaljivim naklonima pedesetima... konstantnim peckanjem i čestim popustljivim referencama na druge filmove". Zamršenu narativnu tehniku opisuje kao "postmoderno poigravanje". Nazvavši film "konačnim postmodernim kolažem", Foster Hirsch vidi Pakleni šund kao nešto daleko od remek-djela: "autoritativan, utjecajan i besmislen". Catherine Constable smatra trenutak u kojem se igla napunjena adrenalinom zabija u Miino srce zastrašujućim. Kaže da se to "može vidjeti kao njezino uskrsnuće iz mrtvih, što podsjeća na ubijanje vampira kolcem. Prema ovom modelu, referiranje na prethodne estetske oblike i stilove ide dalje."
Mark T. Conrad pita, "O čemu film govori?" i odgovara, "O američkom nihilizmu." Hirsch kaže, "Ako film zapravo nije ni o čemu drugom nego o svojoj domišljatosti, čini se da je posvećen postavci da su plaćeni ubojice dio ljudske obitelji." Richard Alleva tvrdi da "Pakleni šund sa stvarnim kriminalom ili nasiljem ima kao i Cyrano de Bergerac sa stvarnošću sedamnaestog stoljeća u Francuskoj ili The Prisoner of Zenda s politikom na Balkanu." Prema Alanu Stoneu, "apsurdni dijalog", kao onaj između Vincenta i Julesa u sceni gdje potonji ubija Marvina, "neočekivano mijenja značenje klišeiziranog nasilja... Pakleni šund demitologizira mačo legendu čineći je smiješnom i deheroizira standardno holivudsko nasilje." Stone kaže da je film politički korektan. "Nema golotinje i nasilja prema ženama.... Film slavi međurasno prijateljstvo i kulturne razlike; tu su i snažne žene i snažni crnci, a redatelj pliva protiv postojećeg klasnog stereotipa."
Gdje Stone vidi veličanje, Kolker vidi vakum: "Postomoderna bezbrižnost, nasilje, homofobija i rasizam Paklenog šunda bili su savršeno prihvatljivi jer film nije glumio ozbiljnost pa se zato tome nije ni rugao." Nazvavši ga "vrhuncem postmoderne filmske produkcije devedesetih", on objašnjava, "postmodernizam govori o površinama; to je izravnana prostornost u kojem su događaj i junak u mirnom stanju koje nas podsjeća da su oni figure popularne kulture." Prema Kolkeru,

Zato je Pakleni šund bio tako popularan. Ne zato što sva publika ima sve ili reference na Scorsesea i Kubricka, nego zbog toga što narativna i prostrana struktura filma nikad nije prijetila da ode izvan sebe u značajnost. Filmski ciklus rasističkih i homofobičnih šala možda prijeti da se pretvori u odvratan pogled na svijet, ali preko te odvratnosti se prelazi šalom - zbog intenzivnosti akcije, vrebajuće, konfrontirajuće, perverzne, ograničene i zrakoprazne odvratnosti svijeta koji Tarantino stvara.

Henry A. Giroux tvrdi da Tarantino "crpi nasilje bez ikakvog kritičkog tona, nudeći gledateljima samo trenutni šok, humor i površnu ironiju kao elemente posredništva. Nijedan od ovih elemenata ne ide dalje od voajerističkog zurenja... prijazne potrošnje šokantnih slika i halucinatornog užitka."

#### Film
Pakleni šund je pun referenci na druge filmove. "Tarantinov karakter", piše Gary Groth, "nastanjuje svijet u kojem je cijeli krajolik sastavljen od holivudskih proizvoda. Tarantino je filmski kleptoman - on si doslovno ne može pomoći." Dvije scene su posebno izazvale rasprave o naglašenom intertekstualnom stilu filma. Mnogi su pretpostavili da je prizor plesa u Jack Rabbit Slim's referenca na Travoltinu izvedbu u ulozi Tonyja Manera u epohalnoj Groznici subotnje večeri (1977.); Tarantino, međutim, inspiraciju za scenu pripisuje filmu Jean-Luc Godarda, Bande a part (1964.). Prema redatelju,
Svi misle da sam napisao ovu scenu samo kako bi John Travolta plesao. Ali scena je postojala još prije nego što je John Travolta dobio ulogu. A kad je angažiran, bilo je nešto u stilu, "Odlično. Vidjet ćemo Johna kako pleše. Još bolje." ... Moji omiljeni glazbeni prizori uvijek su bili Godardovi, jer su se jednostavno pojavljivali niotkuda. To je tako zarazno, tako dobrohotno. I činjenica da to nije mjuzikl, ali zaustavlja film zbog glazbenog prizora, čini ga još dražim.
Jerome Charyn kaže da, unatoč onome "još bolje", Travoltina prisutnost snazi sceni daje prijeko potrebni element, a o filmu:
Travoltina cijela karijera postaje pozadinska priča, mit o filmskoj zvijezdi koja je izgubila na značaju, ali još ostaje u našem sjećanju kao kralj diska. Još ga čekamo da uvuče svoju trbušinu, obuče bijelo odijelo od poliestera i uđe u klub 2001 Odyssey u Bay Ridgeu, Brooklyn gdje će plesati za nas i nikad, nikad stati. Daniel Day-Lewis ne bi mogao probuditi takvu čežnju u nama. On nije dio američke lude kozmologije.... Tony Manero je anđeo koji sjedi na Vinceovu ramenu .... Vinceov i Miin ples je možda bliži koreografiji struganju noga Ane Karine s njena dva dečka gangstera u Bande a part, ali čak i ta referenca se gubi, i mi smo ponovno s Tonyjem....
Estella Tincknell naglašava da, iako je "ugođaj restorana slika i prilika restorana iz pedesetih .... natjecanje u twistu je glazbena sekvenca koja podsjeća na šezdesete, dok se Travoltin ples opet referira na sedamdesete i njegov nastup u Groznici subotnje večeri.... Tako je nekoliko stilskih značajki iz raznih desetljeća spojeno u jedan trenutak." Naglašava da u tom trenutku film nakratko "napušta svoj ironični diskurs i postaje klasični mjuzikl."
Ključni trenutak u kojem Marsellus prelazi ulicu ispred Butcheva auta i primjećuje ga podsjeća na scenu u kojoj šef Marion Crane ugleda nju pod sličnim okolnostima u Psihu. Marsellus i Butch ubrzo postaju Maynardovi i Zedovi zarobljenici, dvojice sadista izašlih izravno iz Oslobađanja (1972.) Johna Boormana. Zed dijeli ime s likom Seana Conneryja iz Boormanova sljedećeg filma, SF-a Zardoz (1974.). "Zed je mrtav" ("Zed's dead") je jedna od posljednjih rečenica izrečenih u tom filmu; u smislu narativne kronologije, to je posljednja rečenica u Paklenom šundu. Kad Butch odlučuje spasiti Marsellusa, prema riječima Glyna Whitea, "pronalazi gomilu predmeta koji u sjećanje prizivaju neke filmove s poznatim junacima". Kritičari su identificirali ova oružja i pripisali im moguće aluzije:
- čekić - The Toolbox Murders (1978.)[143]
- bejzbolska palica - Walking Tall (1973.);[142] Nedodirljivi (1987.)[143]
- motorna pila - Teksaški masakr motornom pilom (1974.);[142][143] The Evil Dead II (1987.)[142]
- katana (samurajski mač) - mnogi filmovi uključujući Sedam samuraja (1954.),[142][143] Yakuzu (1975.);[142] Shogun Assassis (1980.)[143]

Na kraju scene, zloslutna Marselluova rečenica podsjeća na kriminalističku dramu iz 1973., Charley Warrick, koju je režirao još jedan Tarantinov heroj, Don Siegel; ime lika koji je tamo izgovara je Maynard.
David Bell tvrdi da ova scena uključuje klasne stereotipe, sa siromašnim bijelim seljakom. Priprosti seksualni izrazi u američkim filmovima često poprimaju oblik homoseksualnog silovanja". Stephen Paul Miller vjeruje da scena u Paklenom šundu prolazi mnogo lakše nego ona na koju podsjeća: "Počinjena sodomija nije toliko šokantna kao što to bilo u Oslobađanju.... Filmovi devedesetih smanjuju natjecanje iz sedamdesetih, horor i tabui se pretvaraju u rafiniranu zabavu nabijenu adrenalinom - u fikciju, šund fikciju." Giroux slično gleda na scenu silovanja: "Tarantinovo korištenje parodije je replika, presezanje i smekšavanje lica nasilja." Prema Grothowu pogledu, ključna razlika je ta da silovanje iz Oslobađanja stvara središnju moralnu dilemu filma, dok je ona u Paklenom šundu tek 'najčudniji dan u Butchovu životu'."
Neil Fulwood se fokusira na Butchov izbor oružja, pišući, "Ovdje više nego no ikada dolazi do izražaja Tarantinova ljubav prema filmovima, izabirajući najplementije i nazloglasnije oružje, kao i šaljući poruku o svojoj reputaciji enfant terriblea filmskog nasilja. Osim toga, scena šalje lukavi komentar o spremnosti filma da se uhvati bilo čega što je pri ruci u trenutku sakaćenja ili ubojstva." White tvrdi da "ga katana koju konačno izabire identificira s.... časnim junacima." Conard kaže kako tri prva predmeta simboliziraju nihilizam koji Butch odbacuje. Tradicionalni japanski mač, u kontrastu, predstavlja kulturu s definiranim moralnim kodeksom i zato se Butch povezuje sa značajnijim pristupom životu.

#### Televizija
Robert Miklitsch tvrdi kako je "Tarantinova telefilija" značajnija misao vodilja Paklenog šunda od redateljeve ljubavi za rock 'n' roll ili čak film:
Govoreći o njegovoj generaciji, onoj koja je odrasla u sedamdesetima, Tarantino je komentirao da je "prva stvar koju smo svi dijelili nije bila glazba, to je bila stvar šezdesetih. Naša kultura bila je televizija." Nasumični popis televizijskih programa na koje se Pakleni šund referirao potvrđuje njegovo zapažanje: Speed Racer, Clutch Cargo, Obitelj Brady, Obitelj Partridge, Osvetnici, The Three Stooges, Kremenkovi, Ja špijun, Green Aces, Kung Fu, Happy Days, i posljednji, ali ne manje vrijedan, Miin izmišljeni pilot, Fox Force Five.
"Gore navedeni popis, uz iznimku Osvetnika," piše Miklitsch, "sugerira da Pakleni šund ima manje srodnosti s Godardovim filmskim avangardizmom koliko s mainstream televizijskim programima." Jonathan Rosenbaum u svoju usporedbu Tarantino i Godarda je unio televiziju, naglašavajući da su redatelji bili slični u tome da u film ubace sve ono što im se svidjelo na televiziji: "Ali razlike između onoga što voli Godard, a što Tarantino, i zašto su astronomske; to je kao da uspoređujete muzej, knjižnicu, filmski arhiv, glazbenu trgovinu i robnu kuću s džuboksom, videoteku i izdanje TV vodiča."
Sharon Willis se fokusira na način na koji televizijska serija (Clutch Cargo) označava početak i nastavak scene između mladog Butcha i kolege njegova oca iz vojske. Vijetnamskog veterana glumi Christopher Walken, čija prisutnost u ulozi podsjeća na njegovu izvedbu traumatiziranog američkog vojnika u filmu o Vijetnamskom ratu iz 1978., Lovac na jelene. Willis piše da "kad satnik Koons ulazi u dnevni boravak, vidimo Walkena kao da je izašao iz televizijskog i filmskog repertoara sedamdesetih koji prikazuju uništenu muževnost u potrazi za rehabilitacijom." Miklitsch primjećuje da je, za neke kritičare, film "ogledni primjer utjecaja masovne kulture manifestirane kroz njeno glavno sredstvo: televiziju." Kolker se ne slaže, tvrdeći da je Pakleni šund slika i prilika naše svakodnevne izloženosti televiziji; njezine homofobije, razbojnika i pervertita, sentimentalnih boksača i svodnika promotera koji se konstantno pojavljuju u seriji dramatičnih situacija: gledamo, smijemo se i ništa ne razumijemo."

### Poznati motivi

#### Misteriozna aktovka
Kombinacija misteriozne aktovke je 666, "broj zvijeri". Tarantino je rekao kako ne postoji objašnjenje za taj kontekst. Aktovka je originalno trebala sadržavati dijamante, ali to se činilo preobično. Za potrebe snimanja, sadržavala je skrivenu narančastu žarulju koja je stvorila izvanzemaljsku svjetlost. U video intervjuu iz 2007., s prijateljem i redateljem Robertom Rodriguezom, Tarantino "otkriva" tajni sadržaj aktovke, ali se film tada prekida i prebacuje na scenu u stilu kakav je viđen u Tarantinovu i Rodriguezovu Grindhouseu, s titlom "Nema vrpce". Intervju se nastavlja s Rodriguezom koji govori kako "znanje" o sadržaju aktovke radikalno mijenja razumijevanje filma.
Unatoč Tarantinovim izjavama, ponuđena su mnoga rješenja ove "neobjašnjene postmoderne zagonetke". Slična scena može se vidjeti u film noiru iz 1955. Poljubac smrti. U tom filmu, čijeg je protagonista Tarantino naveo kao inspiraciju za Butcha, pojavljuje se svijetleća aktovka koja sadrži nuklearni eksploziv. Prema povjesničaru filma, Paulu Gormleyju, iz ove sličnosti s Poljupcem smrti i sličnom scenom iz Otimača izgubljenog kovčega, (1981.), može se iščitati da je tajanstvena svjetlost simbol nasilja sama po sebi. Po Susan Fraiman, neviđeni sadržaj predstavlja "branjenu, smućenu, mušku inferiornost. Jako hvaljena, jako isticana, a nikad konačno pokazana, ova blistava, nedefinirajuća mekoća je zaključana u tvrdom, vanjskom oklopu. Iako Jules, koji se želi riješiti vlastitih ograničenja, odlazi iz filma i dalje je čvrsto držeći."

#### Julesov biblijski odlomak
Jules ritualno recitira ono što opisuje kao biblijski odlomak, Ezekiel 25, 17, prije nego ubija nekoga. Odlomak čujemo tri puta - u uvodnom prizoru u kojem Jules i Vincent uzimaju Marsellusovu aktovku od osuđenog Bretta; ta ista recitacija drugi put se može čuti na početku "Situacije s Bonnie", što se nadovezuje sa svršetkom prethodnog prizora; i u epilogu u restoranu. Prva verzija ide ovako:
"Put pravedna čovjeka sa svih strana napada nepravda sebičnih i tirana. Blagoslovljen bio onaj koji u ime milosrđa i dobrote nemoćne vodi kroz doline mračne. Jer on je čuvar brata svoga i nalaznik djece izgubljene. Tako ću se strašno osvetiti kaznama jarosnim onima što braću moju otrovati i uništiti pokušaju. I kad im se osvetim, znat će da moje ime je Jahve!"
Druga verzija je identična osim zadnje rečenice: "I kad im se osvetim, znat će da sam ja Jahve!"
Dok su dvije posljednje rečenice Julesova govora slične stvarnom citiranom odlomku, prve dvije su sastavljene iz raznih biblijskih fraza. Tekst Ezekiela 25 prije stiha 17 govori da je Božja srdžba odmazda za neprijateljstvo Filistejaca. U verziji kralja Jakova iz koje je Julesov govor prenesen, Ezekiel 25, 17 ide ovako: "Tako ću se strašno osvetiti kaznama jarosnim; I kad im se osvetim, znat će da ja jesam JAHVE!" Tarantinova originalna inspiracija za govor bilo je djelo japanske zvijezde borilačkih vještina, Sonnyja Chibe. Tekst potječe iz gotovo identične molitve korištene u jednom ili oba Chibina filma, Bodigaado Kiba (Tjelohranitelj Kiba ili Tjelohranitelj, 1973.) i Karate Kiba (Tjelohranitelj, 1976.). U televizijskoj seriji iz 1980., Kage no Gundan (Shadow Warriors), Chibin lik kaže negativcu kako bi se svijet trebao riješiti zla prije nego ga ubije. Ubojica izgovara sličnu biblijsku propovijed u šund romanu Modesty Blaise, s kojim je Vincent prikazan u dvije scene.
Dva kritičara su analizirala ulogu govoru u kontekstu Julesove transformacije i postmodernizma. Gormley kaže da za razliku od drugih glavnih likova u filmu - posebno Marsellusa - Jules je
povezan s "nečim" što se nalazi izvan granica postmodernizma.... Ovo se možda najbolje vidi kad se on upušta u ulogu baptističkog propovjednika, recitira Ezekiela jer je to "nešto cool za reći...." U njegovom razgovoru, Jules je prikazan višim od same simulacije, koja je, u ovom slučaju, konstrukcija Boga.
Adele Reinhartz piše da je "dubina Julesove transformacije" indicirana razlikom u dvije recitacije odlomka: "U prvoj, on je veličanstven i lik dostojan strahopoštovanja, izgovara proročanstvo bijesom i samouvjerenošću... U drugom.... pojavljuje se kao jedan drugi čovjek.... U pravom postmodernističkom stilu, on reflektira značenje svog govora i prilagođava se trenutnoj situaciji." Slično kao i Gormley, Conard tvrdi isto tako kako Jules reflektira odlomak, tako i odlomak oslikava njega "jer se odnosi na objektivni poredak vrijednosti i značenja koji je odsutan u njegovom životu"; prema Conardu, ovo je u kontrastu s prevladavajućom nihilističkom kulturom koju film predstavlja. Rosenbaum ne pridaje toliko važnosti Julesovu objavljenju: "Duhovno buđenje na kraju Paklenog šunda, s Jacksonom koji to prekrasno izvodi, je dio zafrkancije izravno inspirirane kung-fu filmovima. Možda ćete se radi toga osjećati bolje, ali vas ne čini ništa mudrijim."

#### Kupaonica
Pakleni šund je najekstremniji primjer Tarantinove sklonosti referencama koje uključuju kupaonice i zahode. U Jack Rabbit Slim'su, Mia odlazi "napudrati nos"; u zahodu ušmrkava kokain, okružena s nekoliko žena koje to jedva primjećuju. Butch i Fabienne igraju podužu scenu u kupaonici, on je pod tušem, ona pere zube; sljedećeg jutra, ali samo nekoliko sekundi filmskog vremena poslije, ona opet četka zube. Dok se Jules i Vincent suprotstavljaju Brettu i dvojici njegovih ortaka, četvrti muškarac se skriva kod zahoda - njegove akcije će dovesti do Julesova "preobraćenja". Nakon Marvinove apsurdne smrti, Vincent i Jules se peru u Jimmyjevoj kupaonici, gdje ulaze u prepirku zbog krvavog ručnika. Nakon što se prepad u restoranu pretvori u Meksički obračun, "Honey Bunny" uzvikne, "Moram piškiti!"
Kao što opisuju Peter i Will Brooker, "U tri važna trenutka Vincent odlazi u zahod i vraća se u svijet krajnje izmijenjenih okolnosti u kojem mu prijeti smrt." Opasnost se povećava dok naracija teče kronološki, a realizira se u trećem primjeru:
1. Vincentov i Julesov doručak u restoranu i filozofski razgovor prekida oružana pljačka dok Vincent čita na zahodu.
2. Dok se Vincent u kupaonici brine zbog mogućnosti da ode predaleko s Marsellusovom ženom, Mia zamjenjuje heroin za kokain, ušmrkava ga i predozira se.
3. Tijekom upada u Butchov stan, Vincent izlazi iz zahoda sa svojom knjigom, a Butch ga ubija Marsellusovim uzijem.

U Brookerovoj analizi, "Kroz Vincenta... vidimo kako je svijet nesiguran, kako se mijenja, katastrofalno, u slučaju da ne pazite." Fraiman smatra značajnim to što Vincent u dva od tri primjera čita Modesty Blaise. Ona povezuje tu činjenicu s podrugljivim pogledom na žene kao "arhetipske konzumente šunda".
Locirajći popularnu fikciju u kupaonicu, Tarantino je dovodi u vezu sa sranjem, što je već sugerirano značenjima riječi "šund" iz rječnika na početku filma: mekana, vlažna, bezlična masa tvari; časopis ili knjiga šokantna sadržaja tiskana na nekvalitetnom papiru. Nakon toga imamo seriju štetnih poveznica - šund, žene, sranje - to ljagu baca ne samo na muške pisce masovne fikcije nego i muške konzumente. Posađen na zahod sa svojom knjigom, Vincent je feminiziran zato što sjedi, a ne stoji, kao i svojim jeftinim ukusima; preokupiran analnim, on je indirektno podjetinjen i homoseksualiziran; a neizbježnu sudbinu mu određuje Butch njegovim uzijem. A da mu je sudbina određena njegovim čitalačkim navikama, snažno se sugerira sporim prijelazom s knjige na podu direktno na njegovo tijelo u kadi.
Willis Pakleni šund smatra gotovo u potpunosti obrnutom režijom, nalazeći da je "projekt pokušaj da se sranje pretvori u zlato. To je jedan način opisivanja projekta iskupljenja i recikliranja popularne kulture, pogotovo one iz djetinjstva." Unatoč tome, kaže Fraiman, "Pakleni šund demonstrira... da se čak otvoreni šundofil kao Tarantino može nastaviti osjećati uznemiren i osiromašen svojim sklonostima."

## Nagrade
Pakleni šund osvojio je sljedeća priznanja:
|                                       | Kategorija — Dobitnik |
| Oscari                                | Najbolji originalni scenarij — Quentin Tarantino i Roger Avary                                                                                       |
| BAFTA nagrade                         | Najbolji sporedni glumac — Samuel L. Jackson Najbolji originalni scenarij — Quentin Tarantino/Roger Avary                                            |
| Filmski festival u Cannesu            | Zlatna palma — Pakleni šund (Quentin Tarantino, redatelj)                                                                                            |
| Zlatni globusi                        | Najbolji scenarij — Quentin Tarantino |
| Nacionalno društvo filmskih kritičara | Najbolji film — Pakleni šund (Quentin Tarantino, redatelj) Najbolji redatelj — Quentin Tarantino Najbolji scenarij — Quentin Tarantino i Roger Avary |

Zaradio je i sljedeće nominacije:
|                | Kategorija — Nominiran(i) |
| Oscari         | Najbolji film (Lawrence Bender, producent) \| Najbolji redatelj (Quentin Tarantino) Najbolji glumac (John Travolta) Najbolja sporedna glumica (Uma Thurman)\| Najbolji sporedni glumac (Samuel L. Jackson)\| Najbolja montaža (Sally Menke)                                                                                 |
| BAFTA nagrade  | Najbolji film (Lawrence Bender/Quentin Tarantino) \| Najbolji redatelj (Quentin Tarantino) Najbolja glavna glumica (Uma Thurman) \| Najbolji glavni glumac (John Travolta) Najbolja fotografija (Andrzej Sekula) \| Najbolja montaža (Sally Menke) \| Najbolji zvuk (Stephen Hunter Flick/Ken King/Rick Ash/David Zupančić) |
| Zlatni globusi | Najbolji film - drama (Lawrence Bender) \| Najbolji redatelj (Quentin Tarantino) Najbolji glumac u drami (John Travolta) Najbolji sporedni glumac (Samuel L. Jackson) \| Najbolja sporedna glumica (Uma Thurman) |

U tajnom glasanju Nacionalnog društva filmskih kritičara, Samuel L. Jackson je bio je drugi u kategorijama najboljeg i najboljeg sporednog glumca.